# Nautilus Head
Nautilus Head är en udde i Antarktis. Den ligger i Västantarktis. Argentina, Chile och Storbritannien gör anspråk på området.
Terrängen inåt land är lite bergig. Havet är nära Nautilus Head åt sydost. Trakten är obefolkad. Det finns inga samhällen i närheten. 